# Premio Nuevo Periodismo CEMEX+FNPI
El Premio Nuevo Periodismo CEMEX+FNPI es el galardón de periodismo más importante de iberoamérica. Fue creado por una alianza entre la Fundación Nuevo Periodismo Iberoamericano, presidida por Gabriel García Márquez; y la compañía cementera CEMEX, encabezada por Lorenzo H. Zambrano. El objetivo del Premio es estimular el trabajo periodístico de calidad y enviar un mensaje de mejoramiento profesional.
Esta distinción también es conocida como Premio CEMEX de Periodismo, Premio Fundación Nuevo Periodismo Iberoamericano CEMEX o, sencillamente, como Premio Nuevo Periodismo.
Se entregó hasta el año 2010 y fue reemplazado por el Premio Gabriel García Márquez de Periodismo, que se entrega desde el año 2013.

## Historia
El 21 de octubre de 2000, Gabriel García Márquez y Lorenzo H. Zambrano, como representantes de la Fundación Nuevo Periodismo Iberoamericano (FNPI) y CEMEX, respectivamente, firmaron el acta de creación del Premio en Ciudad de México. Con ella comenzó el Premio Nuevo Periodismo CEMEX+FNPI con los propósitos de promover y destacar la excelencia en la práctica periodística y distinguir a las personas comprometidas con los valores profesionales en el ejercicio del periodismo. De esa manera, las dos organizaciones consideraron que tendrían una herramienta apropiada para enviar un mensaje de mejoramiento profesional a la sociedad, a los profesionales y los propios medios informativos.

### Ganadores del Premio Nuevo Periodismo CEMEX+FNPI
| Texto      | Leila Guerriero  | El rastro en los huesos       | Gatopardo       |                 |                 |                 |
|            |                  |                               |                 |                 |                 |                 |
| Fotografía | Alejandro Cossío | México en el punto de quiebre | Semanario Zeta  |                 |                 |                 |
|            |                  |                               |                 |                 |                 |                 |
| Homenaje   | Gustavo Gorriti  | Gustavo Gorriti               | Gustavo Gorriti | Gustavo Gorriti | Gustavo Gorriti | Gustavo Gorriti |

| Internet   | María Arce y Paula Lugones                                                                  | Ruta 66, el largo camino hacia la Casa Blanca | Clarín                      |                             |                             |                             |
|            |                                                                                             |                                               |                             |                             |                             |                             |
| Radio      | Marta del Vado Chicharro                                                                    | Los muros del mundo                           | Cadena SER                  |                             |                             |                             |
|            |                                                                                             |                                               |                             |                             |                             |                             |
| Televisión | Daniel Coronell, Ignacio Gómez, Juan Luis Martínez Cadena, Jaime González y Carlos Cárdenas | Crimen casi perfecto                          | Noticias Uno                |                             |                             |                             |
|            |                                                                                             |                                               |                             |                             |                             |                             |
| Homenaje   | Miguel Ángel Granados Chapa                                                                 | Miguel Ángel Granados Chapa                   | Miguel Ángel Granados Chapa | Miguel Ángel Granados Chapa | Miguel Ángel Granados Chapa | Miguel Ángel Granados Chapa |

| Texto      | Cristóbal Peña        | Viaje al fondo de la biblioteca de Pinochet | Centro de Investigación e Información Periodística (CIPER) |                 |                 |                 |
|            |                       |                                             |                                                            |                 |                 |                 |
| Fotografía | María Eugenia Cerutti | Un barrio, demasiadas ausencias             | Clarín                                                     |                 |                 |                 |
|            |                       |                                             |                                                            |                 |                 |                 |
| Homenaje   | Iñaki Gabilondo       | Iñaki Gabilondo                             | Iñaki Gabilondo                                            | Iñaki Gabilondo | Iñaki Gabilondo | Iñaki Gabilondo |

| Internet   | Julliana de Melo            | Longe da casinha de boneca (Lejos de la casa de muñecas) | JC Online           |                     |                     |                     |
|            |                             |                                                          |                     |                     |                     |                     |
| Televisión | Hollman Morris              | Toribío – La guerra en el Cauca                          | Canal Uno           |                     |                     |                     |
|            |                             |                                                          |                     |                     |                     |                     |
| Radio      | Alberto Recanatini y equipo | Made in Bajo Flores                                      | FM La Tribu         |                     |                     |                     |
|            |                             |                                                          |                     |                     |                     |                     |
| Homenaje   | Rogelio García Lupo         | Rogelio García Lupo                                      | Rogelio García Lupo | Rogelio García Lupo | Rogelio García Lupo | Rogelio García Lupo |

| Texto      | José Carlos Paredes    | Las mentiras de un héroe oficial              | Etiqueta Negra         |                        |                        |                        |
|            |                        |                                               |                        |                        |                        |                        |
| Fotografía | Diego Goldberg         | Persiguiendo un sueño - los rostros olvidados | La Nación              |                        |                        |                        |
|            |                        |                                               |                        |                        |                        |                        |
| Homenaje   | Mónica González Mujica | Mónica González Mujica                        | Mónica González Mujica | Mónica González Mujica | Mónica González Mujica | Mónica González Mujica |

| Internet   | Desierto           | -                    | -                                          |                    |                    |                    |
|            |                    |                      |                                            |                    |                    |                    |
| Televisión | Sonia Goldenberg   | Memorias del paraíso | Canal N y Televisión Nacional del Perú     |                    |                    |                    |
|            |                    |                      |                                            |                    |                    |                    |
| Radio      | Guido Moreno       | Muerte en la basura  | Escuelas Radiofónicas Populares de Ecuador |                    |                    |                    |
|            |                    |                      |                                            |                    |                    |                    |
| Homenaje   | Hermenegildo Sábat | Hermenegildo Sábat   | Hermenegildo Sábat                         | Hermenegildo Sábat | Hermenegildo Sábat | Hermenegildo Sábat |

| Texto      | Josefina Licitra | Pollita en fuga     | Rolling Stone               |              |              |              |
|            |                  |                     |                             |              |              |              |
| Fotografía | Mauricio Lima    | Esperanza sin techo | Agencia France Presse (AFP) |              |              |              |
|            |                  |                     |                             |              |              |              |
| Homenaje   | Clóvis Rossi     | Clóvis Rossi        | Clóvis Rossi                | Clóvis Rossi | Clóvis Rossi | Clóvis Rossi |

| Internet   | Gastón Depetris, Marcelo Franco, Gerardo Young, Lucas Guanini y Alberto Amato                          | La cara oculta del fenómeno piquetero | Clarín                           |             |             |             |
|            | |                                       |                                  |             |             |             |
| Televisión | Jorge Enrique Botero                                                                                   | Cómo voy a olvidarte                  | RCN Televisión                   |             |             |             |
|            | |                                       |                                  |             |             |             |
| Radio      | Sandra Vanesa Robles, Mario Mercuri y Gilberto Domínguez con el apoyo de la periodista Cecilia Waisman | La cruz de Juárez                     | Radio Universidad de Guadalajara |             |             |             |
|            | |                                       |                                  |             |             |             |
| Homenaje   | José Salgar                                                                                            | José Salgar                           | José Salgar                      | José Salgar | José Salgar | José Salgar |

| Texto      | Claudio Cerri        | Um rio à procura de um país | Revista Globo Rural                    |                      |                      |                      |
|            |                      |                             |                                        |                      |                      |                      |
| Fotografía | Diego Levy           | La muerte y la vida         | Revista Dominical del diario La Nación |                      |                      |                      |
|            |                      |                             |                                        |                      |                      |                      |
| Homenaje   | Julio Scherer García | Julio Scherer García        | Julio Scherer García                   | Julio Scherer García | Julio Scherer García | Julio Scherer García |

La lista completa en Premio Gabriel García Márquez de Periodismo.
Para los años siguientes ver Premio Gabriel García Márquez de Periodismo.